# (614689) 2020 XL5
(614689) 2020 XL5 は、ハワイ島のハレアカラ天文台にあるPan-STARRS 1 (PS1) 望遠鏡による観測で2020年12月12日に発見された地球近傍小惑星および (706765) 2010 TK7 に続いて2番目に発見された地球のトロヤ群小惑星である。太陽と地球から受ける重力の影響が釣り合い、動的に安定している地点の一つであるラグランジュ点L4（軌道上において地球の前方60度地点）付近を振動するように移動する軌道を描いている。(614689) 2020 XL5 のトロヤ群小惑星としての安定性の分析では、金星との接近の繰り返しによる重力的な摂動の影響を受けて、トロヤ群小惑星としての安定性が不安定になるまでの少なくとも約4,000年の間は地球のL4点の周囲に留まり続けることが示されている。

## 発見
(614689) 2020 XL5 は、2020年12月12日にハワイのハレアカラ天文台で行われているパンスターズ計画で使用されている「Pan-STARRS 1望遠鏡」によって発見された。最初に観測された時の見かけの明るさは21.4等級で、コップ座の方向に位置していた。この小惑星は毎分3.02秒角の速度で天球上を移動し、地球からは約0.68 au（約1億200万 km）離れていた。
その後、この小惑星は小惑星センター (MPC) の地球近傍天体確認ページ (NEOCP) に P11aRcq という名称でリストアップされた。発見後の2日間にはヴィシュニャン天文台、ESA光学地上局、セロ・トロロ汎米天文台からのフォローアップ観測が行われている。また、発見後の調査で2020年11月26日にレモン山サーベイで観測されていたことも明らかになった。これらの観測リストは同年12月14日に小惑星電子回報 (MPEC) に正式に公表され、(614689) 2020 XL5という仮符号が与えられた。

## 軌道と分類
(614689) 2020 XL5 の軌道は非常に良く知られており、軌道の不確実性を示す Uncertainty parameter は最良レベルの「0」となっており、観測弧（Observation arc）は8年以上と長い。
(614689) 2020 XL5 は、太陽からの軌道長半径が約 1.001 au離れた軌道をほぼ1地球年と同じ約 365.8 日の公転周期で公転している。軌道の離心率は 0.388 と高く、黄道面に対して 13.8° 傾いている。軌道上において太陽からの距離は近日点での約 0.61 au から、遠日点での約 1.39 au まで変動し、金星と地球の軌道を横断する。地球の軌道を横断し、軌道長半径がわずかに 1 au を超えているため、地球近傍小惑星の分類の一つであるアポロ群に分類される。

### トロヤ群小惑星としての軌道

太陽と地球の間におけるラグランジュ点の有効ポテンシャルをプロットした図（両者間の大きさと距離は実際の比率ではない）。L_{4}点とL_{5}点の周りに見られる等高線は Tadpole orbit を表している。

太陽と地球を基準にした回転座標系から見た1600年から2500年までの の軌道
太陽·
地球·

トロヤ群の天体は、2天体の間で重力的な影響が釣り合い動的に安定した地点であるラグランジュ点のうち、小さい方の天体の軌道における天体の前方60度地点（L4）と後方60度地点（L5）付近に存在しながら大きい天体の周囲を公転しており、小さい方の天体とは1：1の軌道共鳴の状態にあることになる。実際には、トロヤ群の天体はL4点もしくはL5点の周りを振動するような動きをする。
2021年1月26日、アマチュア天文家の Tony Dunn は、(614689) 2020 XL5 の名目上の軌道（Nominal trajectory）が地球の前方にあるL4点付近で秤動しているように見えることから、地球のトロヤ群小惑星である可能性を報告した。その後の分析により、既存の軌道パラメータの基づいて少なくとも数千年先までモデリングの安定性が確認された。これにより、(614689) 2020 XL5 は2,000年未満のタイムスケールでトロヤ群小惑星としての軌道が不安定になるとされていた、L4点にある当時唯一の既知の地球のトロヤ群小惑星 (706765) 2010 TK7 よりも安定していることが判明した。更なるフォローアップ観測と調査により、(614689) 2020 XL5 はトロヤ群小惑星の性質を持っていることが確認され、トロヤ群小惑星としての軌道とならなくなるのは少なくとも4,000年以上は先であることが示された。数値シミュレーションでは、(614689) 2020 XL5 が15世紀から地球のL4点に留まるようになった可能性が高いことが示されている。
(614689) 2020 XL5 の高い軌道離心率により、地球とそのラグランジュ点を基準にした回転座標系では Tadpole orbit と呼ばれる幅広いオタマジャクシのような形状をした軌跡を描く。(614689) 2020 XL5 は最小交差距離 (MOID) が 0.0273 au（約410万 km）の金星軌道を横断するが、その名目上の軌道が金星の軌道面に対しては高すぎるか低すぎるかのどちらかであるため、金星からの摂動の影響は現時点では無視できる。しかし、昇交点黄経が数百年に渡って歳差運動を起こして(614689) 2020 XL5 の軌道に対する金星の影響が時間と共に増していくことで、(614689) 2020 XL5 の金星軌道に対する最小交差距離が小さくなり、最終的には数千年のうちに地球のラグランジュ点L3に送られてトロヤ群小惑星としての軌道は不安定になる。

## 物理的特徴
2020年から2021年にかけて行われた光学的観測の測光測定で、(614689) 2020 XL5 が炭素質のC型小惑星に似た色をしていることが示された。(614689) 2020 XL5 の位相曲線がC型小惑星と同様であると仮定すると絶対等級 (H) は18.6等級であり、C型小惑星の一般的な幾何アルベドの仮定値0.06を用いると、その平均直径は 1.18 km となる。これは、以前から知られていた地球のトロヤ群小惑星 (706765) 2010 TK7 の直径 380 m の3倍以上大きく、地球のトロヤ群小惑星の中で最も大きい小惑星である。
(614689) 2020 XL5 は地球からでは薄明時の低い高度でしか観測できないため、大気中のシンチレーションの影響と太陽光の散乱が、自転による光度曲線の正確な測光を妨げており、自転に関する情報は求められていない。

## 探査
(614689) 2020 XL5は軌道傾斜角が大きいため、地球低軌道 (LEO) からランデブーミッションを行う場合は、最小でも合計 10.3 km/s のデルタVが必要となる。これは低エネルギー軌道を使った理想的な探査ターゲットするにはあまりに速すぎる値である。一方で、地球低軌道から 2020 XL5 へフライバイする場合は最小合計 3.3 km/s のデルタVがあれば実現できる可能性がある。